# Dragone (Emilia-Romagna)
Il torrente Dragone, corso d'acqua dell'Appennino modenese che scorre nei comuni di Frassinoro, Montefiorino e Palagano, è il principale affluente del torrente Dolo, a sua volta tributario del Fiume Secchia. 

## Percorso
Nasce presso il Passo delle Radici a 1 529 m s.l.m., e attraversa la valle omonima che si protrae fino a Cerredolo, luogo di confluenza tra questi e il fiume Dolo, tributario del fiume Secchia.

## Idronimo
A detta dei più anziani, il torrente viene chiamato in questo modo perché nei periodi di "piena", l'enorme quantità di acqua che scendeva provocava un gran fragore e spazzava via tutto quello che trovava sul suo percorso.
Il "dragone" si è risvegliato anche in occasione della ricostruzione del ponte di Vitriola, parzialmente distrutto nel corso della seconda guerra mondiale. I tecnici incaricati della ricostruzione fecero posare un ponte provvisorio che secondo i loro calcoli aveva una portata di acqua ben superiore alla portata del torrente. Un anziano del posto fece presente agli ingegneri che il loro ponte non era sufficiente per reggere la forza del Dragone, ma venne deriso. Poco tempo dopo, una piena del torrente spazzò via il ponte provvisorio, dimostrando che il Dragone è solo un torrente, ma quando si sveglia può diventare pericoloso.

## Affluenti
Nel suo alto corso (fino a 600 metri d'altitudine), riceve i seguenti affluenti:

### A destra della sorgente
- Fosso Fiumicello (confluenza a 1 100 m s.l.m.), 4 chilometri;
- Rio dell'Orso (dal Sasso Tignoso, confluenza a 963 m s.l.m.), 3 chilometri;
- Rio Bianco (dal monte Cagapicchio, confluenza a 924 m s.l.m.), 3 kilometri;
- Fosso della Fredda (confluenza a 912 m s.l.m.), 2,5 chilometri;
- Fosso delle Masnede (confluenza a 870 m s.l.m.), 3,5 chilometri;
- Fosso di Praghiaccio (confluenza a 773 m s.l.m.), 4,2 chilometri;
  - Rio Cavo (dal monte Sant'Andrea, confluenza con il Fosso di Praghiaccio a 840 m s.l.m.), 5 chilometri;
- Fosso della Lezza (confluenza a 750 m s.l.m.), 3,5 chilometri;
- Fosso dei Lezzoni (confluenza a 680 m s.l.m.), 4,2 chilometri.

### A sinistra della sorgente
- Rio Palancato (confluenza a 912 m s.l.m.), 3 chilometri;
- Rio Sanguinario (confluenza a 883 m s.l.m.), 2,5 chilometri;
- Fosso Campaccio (confluenza a 773 m s.l.m.), 3,5 chilometri;
- Fosso dell'Abbadia (da Frassinoro, confluenza a 750 m s.l.m.), 4,2 chilometri.